# 下丘脑前核
下視丘前核（Anterior hypothalamic nucleus）是下視丘的一個核團，其功能為調降體溫，並且有調節睡眠的作用。此核團受損時會引起高熱（體溫過高）。
下視丘前側區域有時會與視前區放在一起討論。

## 外部連結
- NIF 搜索 - 下視丘前核（英文）